# Please Don't Destroy
Please Don't Destroy är en amerikansk komedigrupp bestående av Ben Marshall, John Higgins och Martin Herlihy. Gruppen är känd för att sedan 2021 bidra med förinspelade sketcher i det amerikanska sketchprogrammet Saturday Night Live (SNL).

## Karriär
Trion bildades 2017 när medlemmarna studerade vid New York University, där de började uppträda och skapa humorvideor. De fick uppmärksamhet på sociala medier innan de 2021 anställdes av Saturday Night Live som manusförfattare och innehållsskapare. Deras sketcher, som ofta innehåller cameos från SNL-medlemmar och gäster, har blivit populära inslag i programmet.
År 2023 hade trions komedifilm Please Don't Destroy: The Treasure of Foggy Mountain premiär på strömningstjänsten Peacock. De stod själva för manus och huvudrollerna, medan Paul Briganti regisserade och Judd Apatow producerade.

## Medlemmar
Ben Marshall

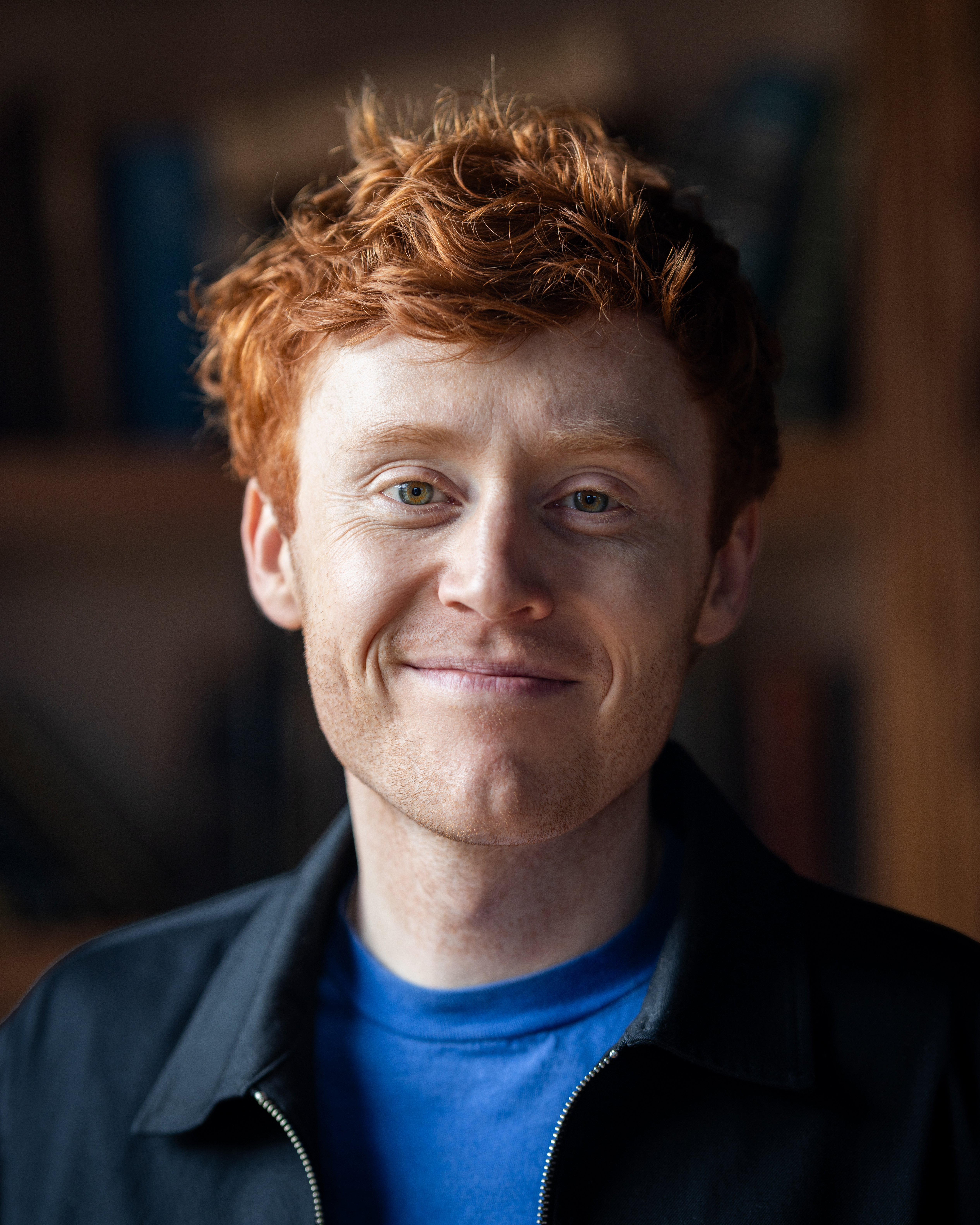
Ben Marshall 2025.

Ben Marshall, född 1 maj 1995, växte upp i Savannah i Georgia. Han avlade examen från NYU Tisch School of the Arts 2017. Under sin studietid var han medlem i flera humorgrupper.
John Higgins
John Higgins, född 14 november 1995, växte upp i Montclair i New Jersey. Han är son till Steve Higgins, producent och manusförfattare för SNL samt känd som speaker för The Tonight Show Starring Jimmy Fallon. Han är även brorson till skådespelaren David Anthony Higgins och manusförfattaren Alan J. Higgins. Han avlade examen i engelska från NYU College of Arts & Sciences 2018, där han var medlem i i en humorgrupp. Utöver Please Don't Destroy har han medverkat i filmerna A Man Called Otto (2022) och The Country Club (2023). Han är gift med komikern Emily Wilson.
Martin Herlihy
Martin Herlihy, född 13 september 1998, växte upp i Ridgefield i Connecticut. Han är son till Tim Herlihy, känd som samarbetspartner till Adam Sandler och manusförfattare/producent för SNL under 1990-talet. Herlihy avlade examen från NYU Tisch School of the Arts 2019. Under sin tid på NYU var han medlem i flera humorgrupper.